# Lentagena circumpunctata
Lentagena circumpunctata är en fjärilsart som beskrevs av Paul Dognin 1916. Lentagena circumpunctata ingår i släktet Lentagena och familjen träfjärilar. Inga underarter finns listade i Catalogue of Life.